# Castillo de Campillo de Aragón
El castillo de Campillo de Aragón fue un castillo medieval cuyos restos se encuentran situados en el municipio español de Campillo de Aragón en la provincia de Zaragoza.

## Descripción
Tan sólo se conservan los restos del arranque de uno de los muros de un torreón y parte del lienzo de la muralla adyacente al mismo, ya que sobre el castillo se construyó en el siglo XVI la Iglesia de San Juan Bautista.

## Reseña
Campillo de Aragón es tierra de extremadura y localidad fronteriza con Castilla, por lo que desde su nacimiento debió contar con una fortaleza. Fue Alfonso I quién arrebató estas tierras a los musulmanes, incorporándolas inicialmente al señorío de Molina, pero tras diversos conflictos con Castilla, terminó entregándolas en encomienda a los Hospitalarios.

## Catalogación
El castillo de Campillo de Aragón está incluido dentro de la relación de castillos considerados Bienes de Interés Cultural en virtud de lo dispuesto en la disposición adicional segunda de la Ley 3/1999, de 10 de marzo, del Patrimonio Cultural Aragonés. Este listado fue publicado en el Boletín Oficial de Aragón del día 22 de mayo de 2006.